# Real Universidad de San Ignacio de Loyola del Cusco
La Real Universidad de San Ignacio de Loyola fue una universidad jesuita que existió entre los siglos XVII y XVIII en la ciudad del Cusco, Perú.

## Historia
A inicios del siglo XVII, el vecino cusqueño Pedro del Peso de Vera se presentó ante el oidor de la Audiencia de Lima Juan Fernández de Recalde quien estaba de visitador real en la ciudad del Cusco. En marzo de 1601, se llevaron a cabo audiencias en los que los pobladores de la ciudad expresaron la necesidad de que se le dotara de una universidad debido a que, afirmaban, la ciudad de Lima tenía mal clima para los estudiantes que iban de la sierra. En esas audiencias participaron varios de los hombres más calificados del Cusco como el corregidor Juan de Salas y Valdez, Gregorio de Gamarra, el gobernador Juan Álvarez Maldonado, don Rodrigo de Esquivel y otros. Se contó además con la activa participación del Obispo Antonio de la Raya quien no sólo intervino en las mencionadas audiencias sino que en 1603 escribió al mismo Rey Felipe III de España para apoyar la idea de la fundación de la universidad en el Cusco.
A estos trámites se sumaron los realizados por los jesuitas que terminaron en la dación de la bula In Superminente Apostolicae Sedis Specular del 9 de julio de 1621 dada en Roma, Santa María La Mayor, por el papa Gregorio XV creando la Universidad jesuística del Cusco. Esta Bula fue aprobada por Real Cédula de Felipe IV de España el 2 de febrero de 1622 dándole a la universidad la categoría de "real" y el título de "San Ignacio de Loyola". La bula pasó a conocimiento del Real y Supremo Consejo de Indias y el 26 de mayo del mismo año se autorizó a los obispos de América a darle cumplimiento. A través de dicha bula se autorizó a los jesuitas otorgar grados académicos a quienes hubieran cursado cinco años en los colegios de la Compañía de Jesús en las Indias y Filipinas y que estos colegios distasen por lo menos doscientas millas de donde hubiera otra universidad. El Cabildo del Cusco tomó conocimiento de lo ordenado el 17 de octubre de 1622. 
La Universidad fue hermana de la Universidad Mayor Real y Pontificia San Francisco Xavier de Chuquisaca que fue fundada por la misma bula.
Tan pronto como fue fundada, la universidad del Cusco encontró oposición por parte de la Universidad San Marcos de Lima logrando la suspensión de la real cédula que autorizó su funcionamiento mediante decreto del Real Consejo de Indias del 7 de septiembre de 1624. Esta decisión fue revocada tras esfuerzos realizados por los jesuitas en 1630. Entre enero y julio de 1649 se volvió a dar una nueva suspensión de la Universidad a cuenta de la acción impulsada por la Universidad de Lima.
La universidad mantuvo gran rivalidad cuando se fundó la Universidad de San Antonio Abad debido a que los estudiantes antonianos provenían de familias modestas de la ciudad a diferencia de los estudiantes de los colegios jesuitas. Angles Vargas cita al historiador Horacio Villanueva Urteaga al señalar que esta rivalidad era una especie de enfrentamiento entre españoles y criollos que estudiaban en el Colegio de San Bernardo contra mestizos e indios que lo hacían en San Antonio Abad. Adicionalmente, en San Antonio se estudiaban las doctrinas de Santo Tomas de Aquino en oposición a las seculares y rivales del franciscano Duns Scoto.
Tras la expulsión de los jesuitas en 1767, la Junta de Temporalidades de Lima en acuerdo del 27 de febrero de 1772 resolvió dar por oficialmente extinguida la universidad. En 1786, durante el gobierno del Virrey Teodoro de Croix la Junta de Temporalidades decidió que el Colegio de la Transfiguración, local de la cerrada universidad jesuita, así como su librería fueran entregadas en partes iguales al Colegio de San Bernardo y al Seminario de San Antonio Abad.

#### Libros y publicaciones
- Vargas Ugarte, Rubén (1948). Historia del colegio y universidad del Cusco. Lima: Biblioteca Histórica Peruana.
- Angles Vargas, Victor (1983). Historia del Cusco Colonial Tomo II Libro segundo. Lima: Industrialgrafica .S.A.
- Guibovich Pérez, Pedro (2006). «Como güelfos y gibelinos: los colegios de San Bernardo y San Antonio Abad en el Cuzco durante el siglo XVII». Revista de Indias 66 (236). Consultado el 9 de septiembre de 2019.

- Datos: Q67184327
- Multimedia: Real Universidad San Ignacio de Loyola / Q67184327